# Ommastrephes bartramii
Ommastrephes bartramii е вид главоного от семейство Ommastrephidae. Видът не е застрашен от изчезване.

## Разпространение и местообитание
Разпространен е в Австралия, Американски Вирджински острови, Ангола, Антигуа и Барбуда, Аржентина, Бахамски острови, Белгия, Бенин, Бермудски острови, Бразилия, Вануату, Великобритания, Венецуела, Габон, Гана, Гваделупа, Гватемала, Гренада, Доминика, Доминиканска република, Екваториална Гвинея, Индия, Ирландия, Испания, Кабо Верде, Камерун, Канада, Кения, Китай, Колумбия, Кот д'Ивоар, Куба, Мавритания, Мавриций, Мадагаскар, Мароко, Мартиника, Мексико, Мозамбик, Намибия, Нигерия, Никарагуа, Нова Зеландия, Панама, Перу, Португалия, Провинции в КНР, Пуерто Рико, Салвадор, САЩ, Сейнт Винсент и Гренадини, Сейнт Китс и Невис, Сейнт Лусия, Сомалия, Тайван, Танзания, Того, Тонга, Тринидад и Тобаго, Уругвай, Фиджи, Филипини, Франция, Хаити, Шри Ланка, Южна Африка, Ямайка и Япония.
Обитава океани и морета в райони с умерен и субтропичен климат. Среща се на дълбочина около 2 m, при температура на водата от 12,8 до 11 °C и соленост 32,5 – 35,4 ‰.